# Jens Schreiber (Politiker)
Jens Schreiber (* 2. Mai 1942 in Lüneburg; † 13. Juni 2002 ebenda) war Geschäftsführer eines großen Baubetriebes in Lüneburg und Bürgermeister der Stadt Lüneburg.
Jens Schreiber war Ratsherr der Stadt Lüneburg seit 1972, Fraktionsvorsitzender der CDU von 1975 bis 1987 und 1991 bis 2001 sowie Bürgermeister von 1981 bis 83 und Oberbürgermeister von 1987 bis 1991. Schreiber war Träger des Bundesverdienstkreuzes und des Ehrenrings der Stadt Lüneburg.
Schreiber war verheiratet mit Sigrid Schreiber und hat zwei Töchter.
| Personendaten    | Personendaten                                                               |
| ---------------- | --------------------------------------------------------------------------- |
| NAME             | Schreiber, Jens                                                             |
| KURZBESCHREIBUNG | deutscher Politiker (CDU), Oberbürgermeister der Stadt Lüneburg (1987–1991) |
| GEBURTSDATUM     | 2. Mai 1942                                                                 |
| GEBURTSORT       | Lüneburg                                                                    |
| STERBEDATUM      | 13. Juni 2002                                                               |
| STERBEORT        | Lüneburg                                                                    |